# Tourelle (armement)
Pour les articles homonymes, voir Tourelle.
 (novembre 2019).
Si vous disposez d'ouvrages ou d'articles de référence ou si vous connaissez des sites web de qualité traitant du thème abordé ici, merci de compléter l'article en donnant les références utiles à sa vérifiabilité et en les liant à la section « Notes et références ».

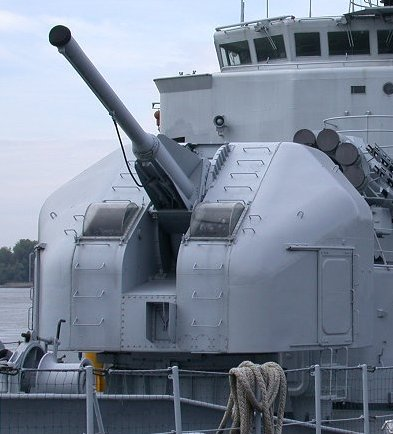
Tourelle navale moderne (canon de 100 mm) sur l'escorteur Maillé-Brézé.

La tourelle est un dispositif placé sur un véhicule (avion, bateau, blindé) qui permet d'orienter l'armement dont elle dispose, tout en le maintenant sous protection.
Elle se distingue de la barbette, de fonction identique, par sa protection mobile qui peut s'étendre même au toit, alors que dans une barbette le blindage est fixe et l'arme reste à ciel ouvert.
Il existe de nombreux types de tourelle, dont le mouvement peut être manuel ou motorisé ; certaines peuvent même être entièrement automatisées, ne requérant pas la présence de servants pour les armes qu'elles contiennent. La gamme d'armes embarquées dans des tourelles va de la mitrailleuse aux pièces d'artillerie de plusieurs dizaines de centimètres de calibre.

## Tourelle sur porteur naval

Coupe d'une tourelle de canons de 406 mm/50 calibres Mark 7 équipant les derniers cuirassés de l'United States Navy.

La tourelle s'imposa dans les marines de guerre avec l'augmentation du calibre et de la masse des pièces d'artillerie. Le nombre des canons de chaque navire dut alors être réduit pour conserver la stabilité sur l'eau, et il convenait d'utiliser chacun de la façon la plus efficace, en augmentant leur champ de tir. Un des premiers exemples de navire équipé d'une tourelle fut le Monitor, utilisé pendant la guerre de Sécession, suivi du HMS Captain de Cowper Phipps Coles, en 1869, premier navire de haute mer doté d'une artillerie en tourelle. Cependant, peu de temps après sa mise en service, le 7 septembre 1870, le Capitain chavira, démontrant la difficulté d'employer simultanément des tourelles et des voiles.

Tourelle de type 15 pouces Mark 1 britannique.

Les Britanniques réglèrent le problème en abandonnant la propulsion à voile dès 1871, avec les deux navires de la classe Devastation. À la fin du XIXe siècle, l'emploi de la tourelle s'imposa sur les plus grosses unités des marines de guerre, comme les navires de ligne ou les croiseurs cuirassés. Les unités plus légères, comme les croiseurs protégés et les torpilleurs gardèrent encore longtemps un armement sur pivot, protégé par un simple bouclier, plus rapide à pointer et plus léger.
Sur la plupart des navires, les canons équipant les tourelles étaient encore à chargement par la bouche. La généralisation du chargement par la culasse allait accroître la cadence de tir, tout en évitant aux servants de s'exposer ; cependant, les obus de plus en plus lourds exigeaient souvent des machines à charger, obligeant encore à ramener la pièce à une certaine position de hausse, voire de site pour introduire la munition, ce qui retardait d'autant l'ouverture du feu. Par la suite, on développa des mécanismes solidaires du canon, ce qui permit de le charger dans n'importe quelle position.
Dans la marine impériale allemande (Kaiserliche Marine), les tourelles étaient nommées, de la proue à la poupe : « Anna », « Berta » (Berthe), « Cäsar » (César) et « Dora ». Dans la marine britannique, les équivalents étaient : « A », « B » pour les tourelles avant, « X » et « Y » pour les tourelles arrière, ainsi que « P » et « Q » pour des tourelles centrales (puis « R », « S », etc ...).
Le Troisième Reich a utilisé à partir de 1934 pour sa marine de guerre (Kriegsmarine) de nouvelles dénominations - variantes - issues de l'alphabet radio allemand, soit pour les tourelles avant : « Anton » (Antoine) au lieu de « Anna », et « Bruno » au lieu de « Berta », les dénominations des tourelles arrière ne changeant pas.

## Tourelle sur porteur terrestre

### Premières utilisations

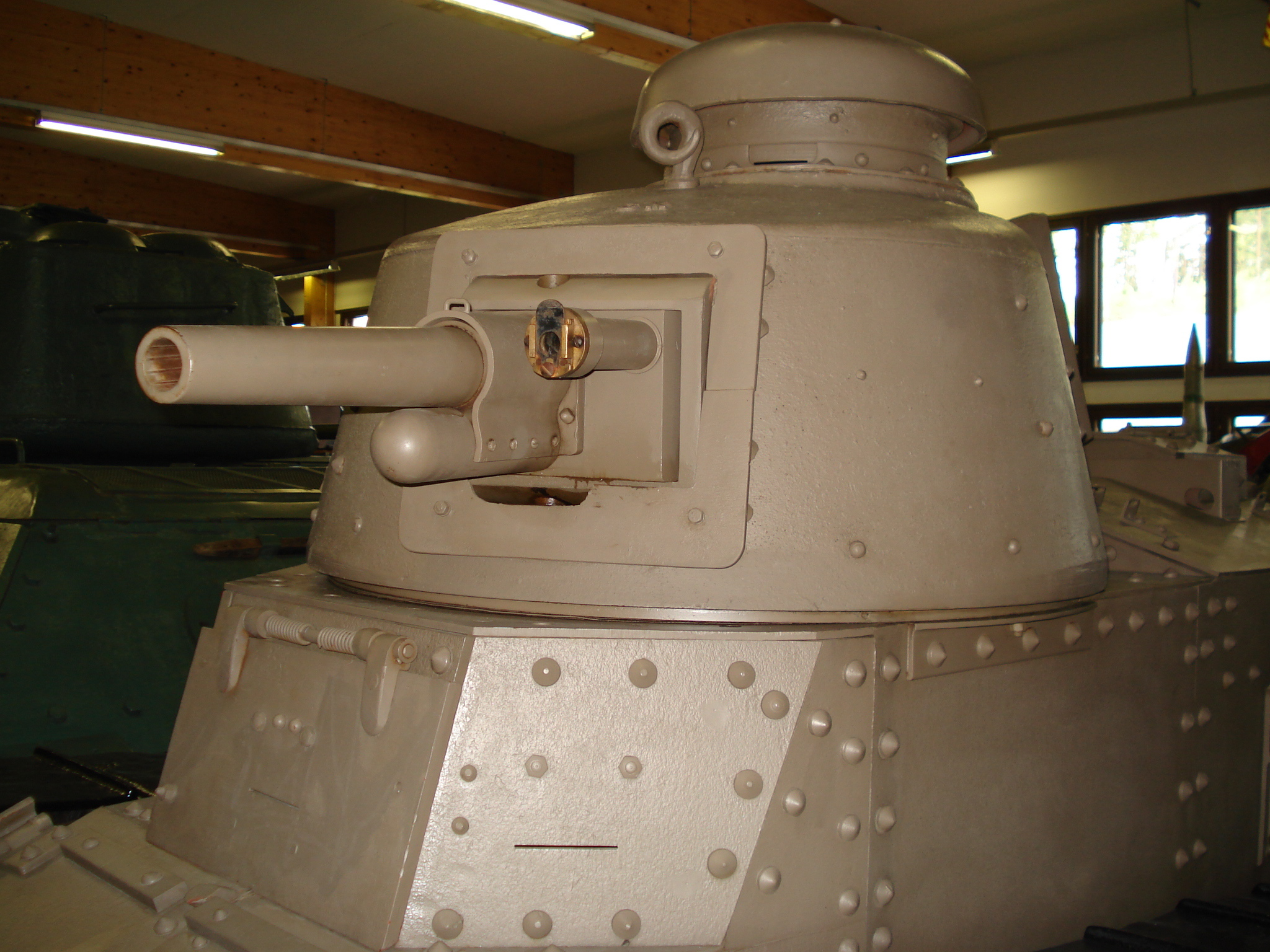
Tourelle d'un char Renault FT équipée d'un canon de 37 mm.

Hormis quelques automitrailleuses antérieures, le premier usage terrestre notable d'une tourelle apparut sur le char français Renault FT. La formule de l'armement orientable sur 360° sur un véhicule blindé connut un succès tel que la plupart des blindés l'adoptèrent. Elle permet de s'aventurer au cœur de la zone ennemie en engageant les objectifs et les menaces de tous côtés.
Seuls quelques chasseurs de chars et canons automoteur conservaient un armement en casemate, car ils étaient censés se déployer en appui derrière les forces amies. De plus cela permettait de monter facilement des canons très puissants sur des châssis qui auraient été incapables de les embarquer en tourelle. Le char à plusieurs tourelles fut en vogue au cours des années 1930, en particulier chez les Britanniques et les Soviétiques, afin d'engager plusieurs objectifs simultanément. Mais l'expérience montra de multiples inconvénients : la coordination du tir était quasiment impossible, le champ de tir de chaque tourelle était réduit, et le véhicule était plus volumineux du fait de son équipage accru. La formule du plus gros canon possible dans une tourelle unique redevint rapidement la norme.
Les premières tourelles de blindés, légères, tournaient par l'action du tireur qui opérait debout, une épaule appuyée sur la crosse de l'arme. Le calibre des armes et la masse des tourelles allant croissant, on dut recourir à la motorisation utilisant l'énergie du moteur principal ou des moteurs électriques. Mais on garda un système de secours manuel, manivelle et système démultiplicateur, pour les cas de panne ou lorsqu'on voulait employer le char à l'arrêt. Ce mode de pointage allongeait l'opération (un tour complet de la tourelle d'un char Tigre prenait par exemple 720 tours de manivelle), mais la rendait aussi plus discrète.
Tout d'abord monoplaces, les tourelles devinrent bi- puis triplaces, en particulier sous l'impulsion des Allemands. Même si la tourelle devenait plus volumineuse, cet effectif accru des servants permettait une meilleure répartition des rôles. La formule regroupant un chef de véhicule, dégagé de la charge de l'arme principale, pouvant observer le champ de bataille et y trouver les objectifs, et un tireur et un pourvoyeur, respectivement pointant et approvisionnant l'arme, démontra sa supériorité au début de la Seconde Guerre mondiale.

### Tourelle sur fortification

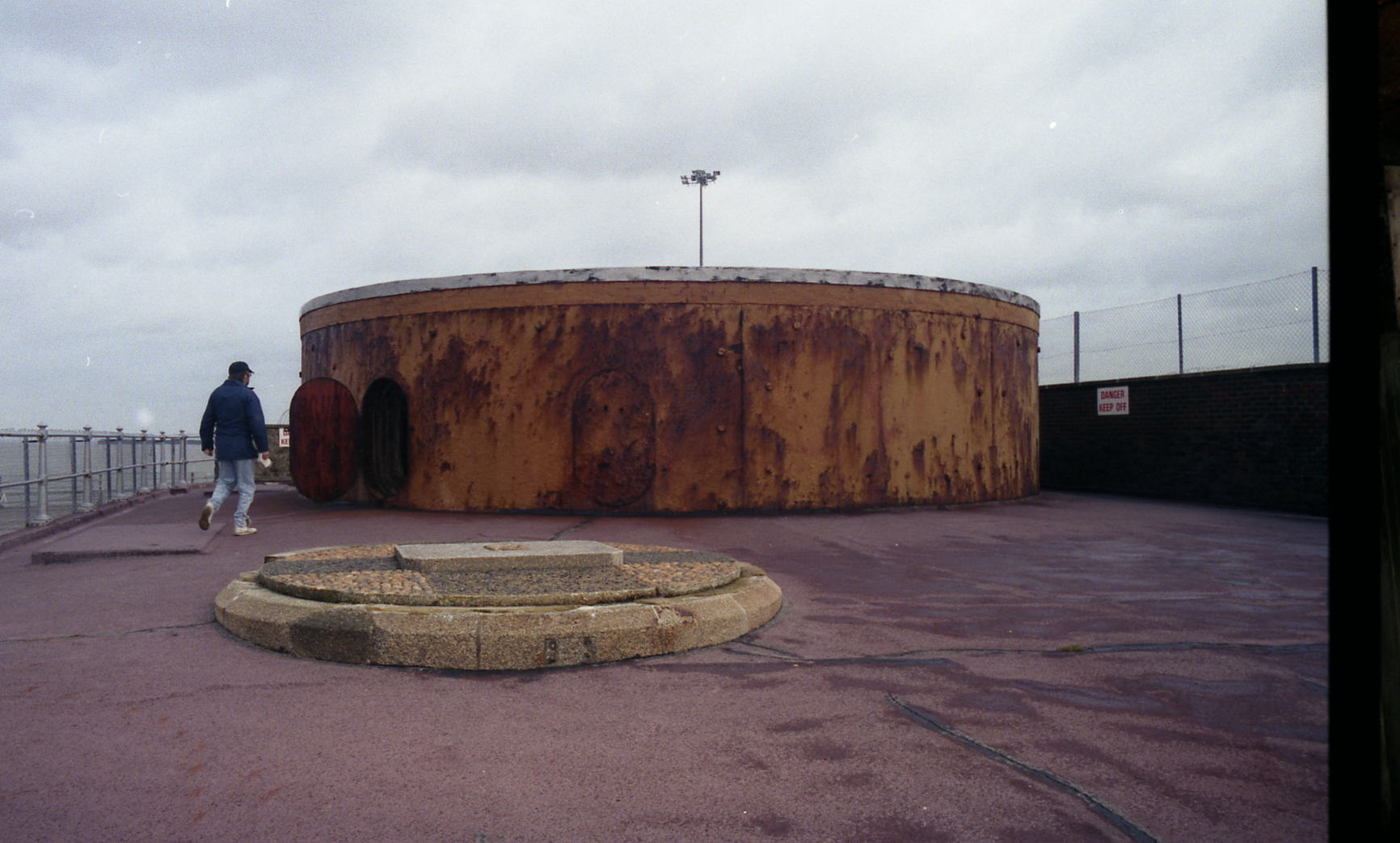
La Admiralty Pier Turret (en) construite pour protéger le port de Douvres en 1882.
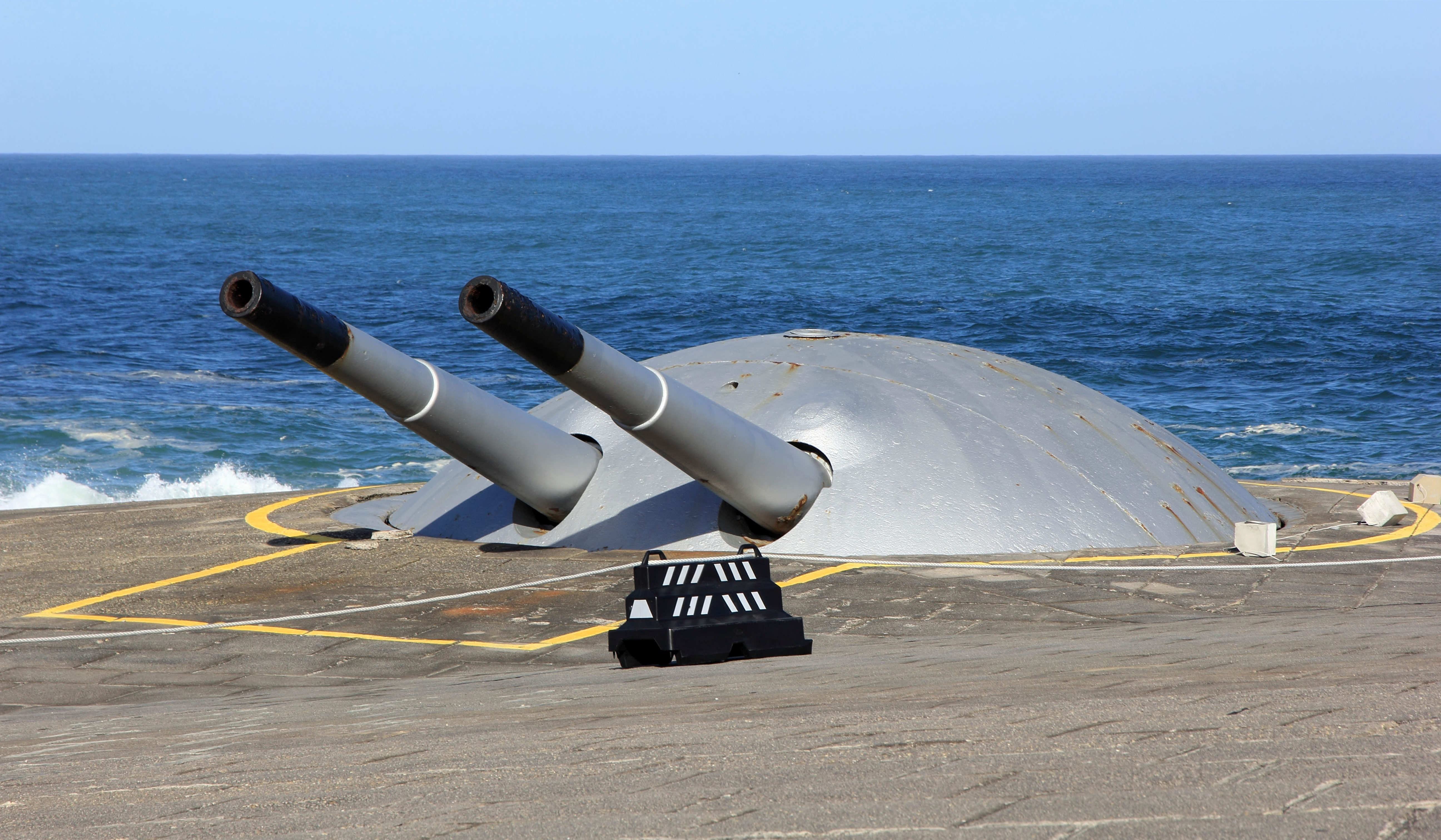
Une tourelle allemande de calibre 190 mm à Fort Copacabana au Brésil, achevée en 1914.
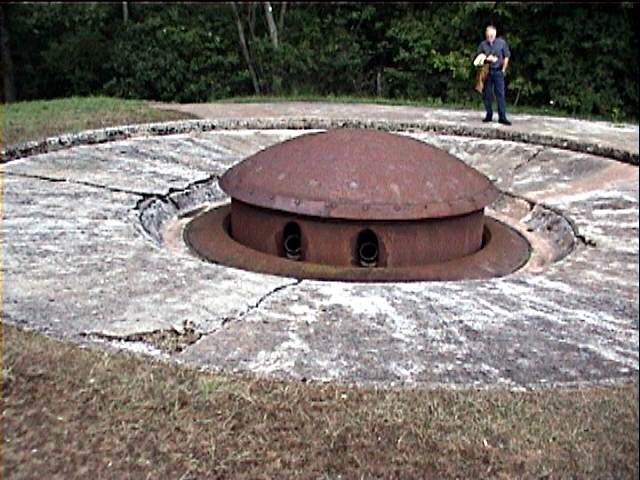
Tourelle de la ligne Maginot ; celle-ci pouvait se rétracter au sol lorsqu'elle ne tirait pas, pour une protection supplémentaire.
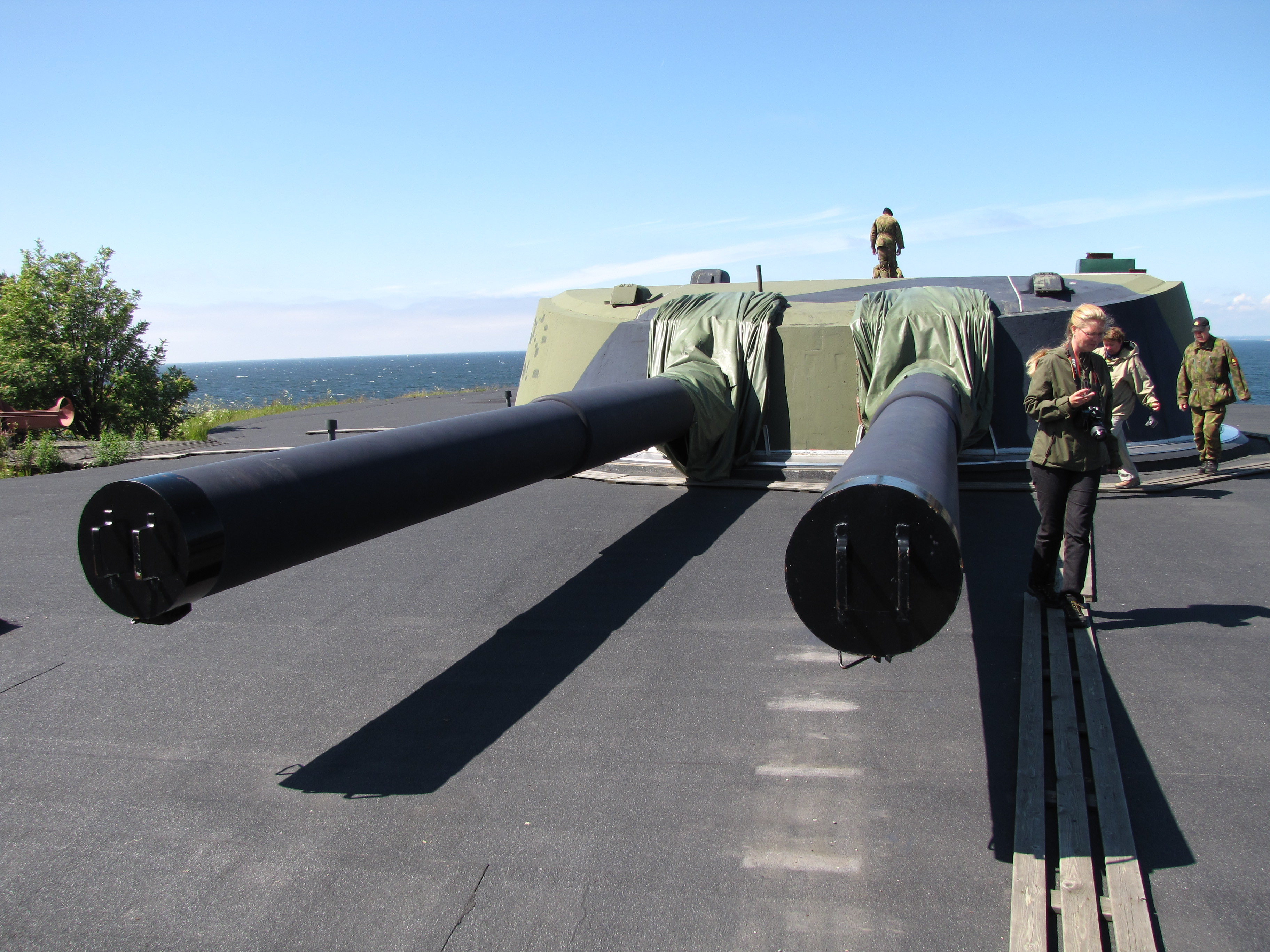
Une tourelle avec des canons jumeaux de calibre 305 mm à Kuivasaari, Finlande, achevée en 1935.
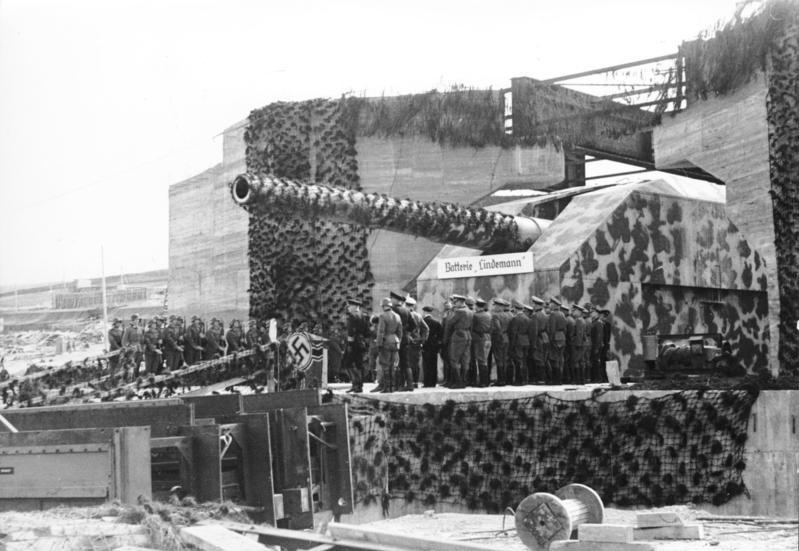
Un des trois canons 40.6 cm SK C/34 (en) (Adolfkanone) de la batterie Lindemann, un canon transmanche du mur de l'Atlantique.

### Tourelle de char

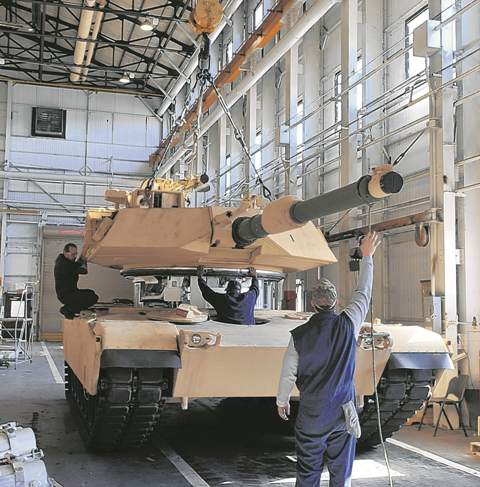
Installation de la tourelle d'un char M1 Abrams.

La tourelle est toujours un élément clef des véhicules de combats actuels. On la retrouve sous une forme conventionnelle comme partie supérieure des véhicules de cavalerie ou d'infanterie (ex : Char Leclerc ou VBCI), abritant une partie de l'équipage, l'armement principal (canon) ainsi que des dispositifs d'observations, de contre-mesure ou encore des stocks de munitions. Les tourelles disposent maintenant de systèmes de gyrostabilisation permettant de conserver une visée stable en dépit des mouvements du châssis du véhicule.

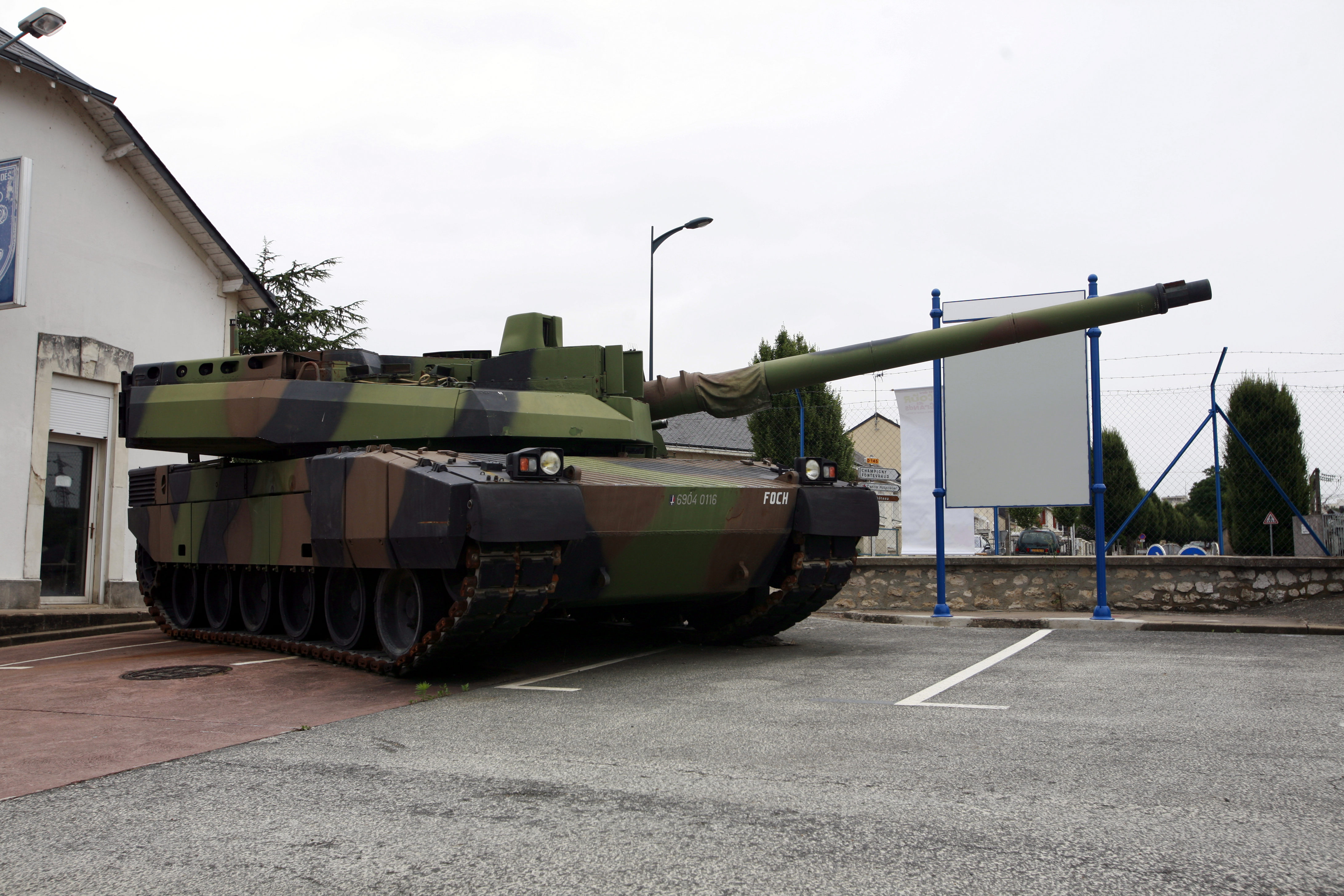
Tourelle d'un char Leclerc (pivotée par rapport au châssis).
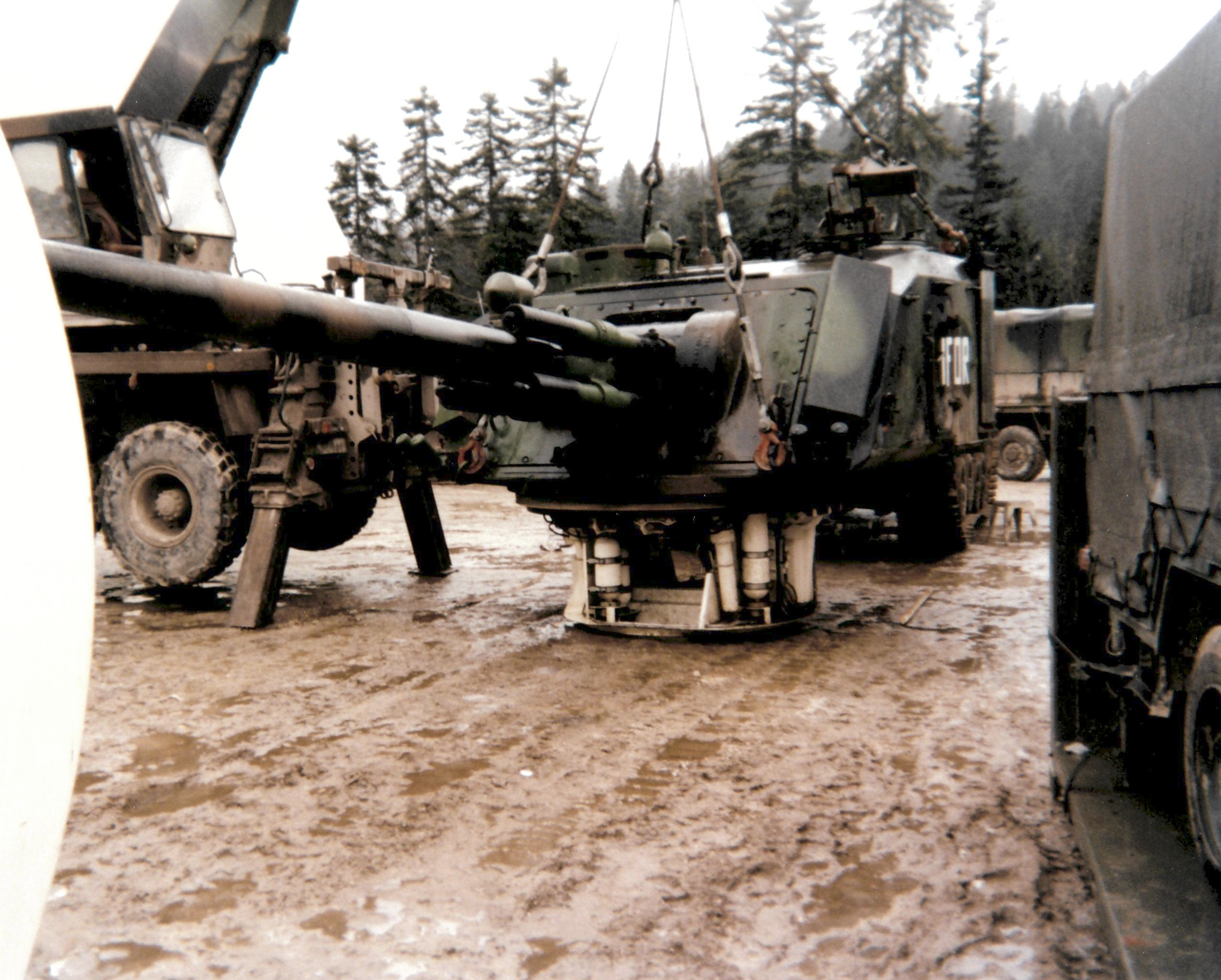
Tourelle de 17 tonnes en ordre de combat d'un canon automoteur AMX AuF1 français.

### Tourelle téléopérée

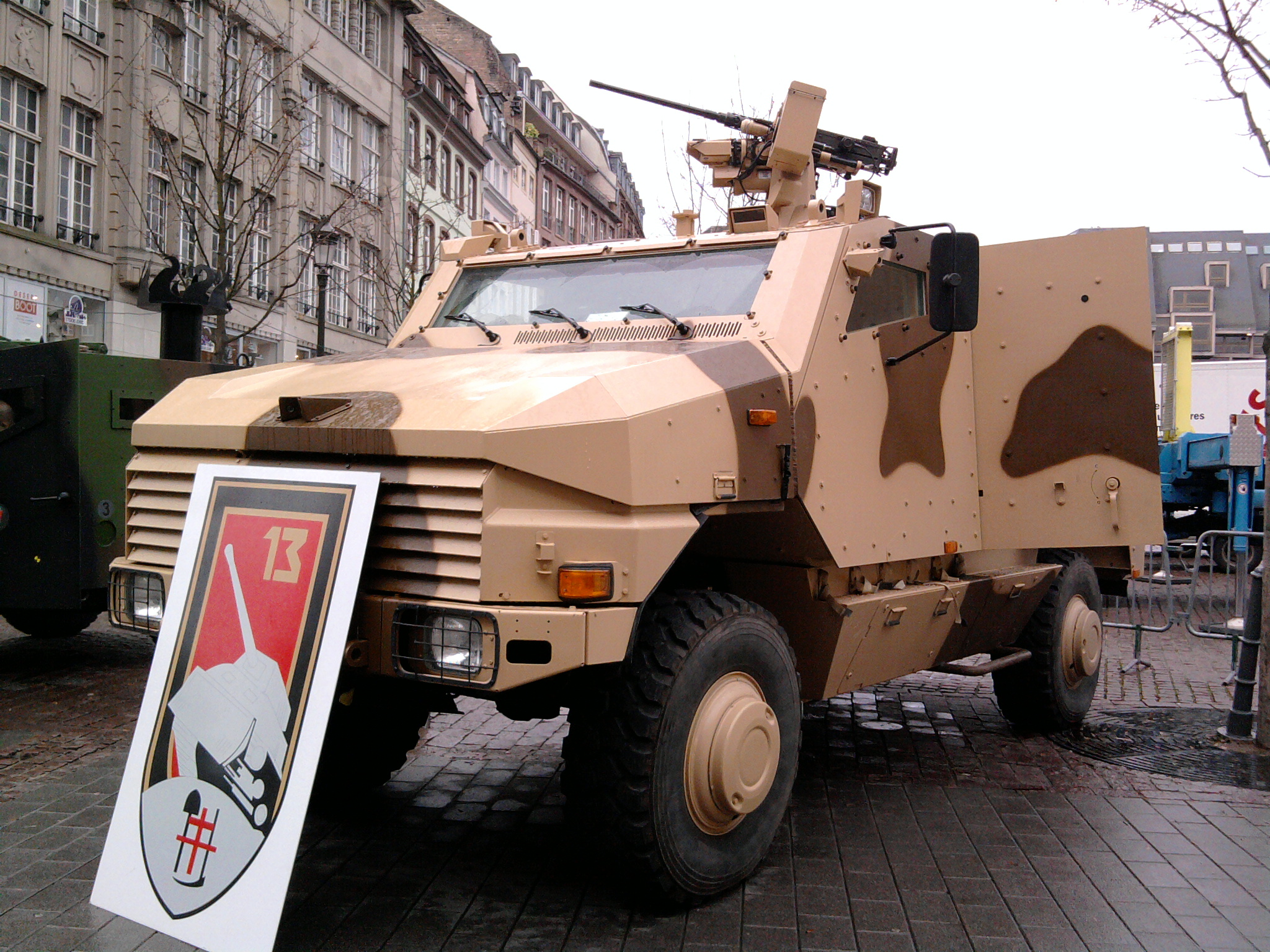
Un véhicule Aravis équipé d'un tourelleau téléopéré calibre 12,7 mm.

Les technologies modernes ont permis l'apparition de tourelles et tourelleaux téléopérés, dont les mouvements d'orientation et les opérations relatives à l'armement sont effectués depuis un poste de commande déporté.
Cette configuration permet de réduire l'effectif nécessaire pour utiliser le véhicule et offre une meilleure protection à l'équipage restant, puisqu'il est possible de placer le poste de commande dans une partie mieux protégée, par exemple la caisse ou le châssis du véhicule.
Les tourelleaux téléopérés sont des tourelles de plus petites dimensions réservées aux armements de petit et moyen calibres. Ces tourelleaux sont utilisés comme armement principal ou secondaire pour le combat direct et peuvent être intégré sur les véhicules de combat, de transport de troupe, ou encore d'artillerie.

## Tourelle sur porteur aérien
Les premiers armements aériens orientables furent d'abord montés sur des pivots, mais on passa rapidement à l'utilisation d'armes sur rail circulaire, permettant au servant un meilleur champ de tir. La vitesse des avions augmentant, le besoin de protéger l'équipage des éléments et d'améliorer l'aérodynamisme poussa à vitrer ces tourelles non protégées, puis à les blinder. La rotation de la tourelle, tout d'abord manuelle, se fit électrique en fonction du poids de l'ensemble. L'évolution suivante, à la fin de la Seconde Guerre mondiale, fut l'emploi de dispositifs de télécommande, qui permettait au servant de rester abrité dans un compartiment pressurisé au lieu de s'exposer près de l'arme.
L'armement orientable en tourelle concerna surtout les aéronefs lourds, trop peu manœuvrables pour pointer rapidement un armement fixe. La vocation de ce type d'armement est donc plutôt défensive ; quelques tentatives en sens inverse furent décevantes, comme le Boulton Paul Defiant. Il valait mieux employer la masse et la place dans l'appareil à l'amélioration de la maniabilité, de la vitesse et de la puissance de l'armement, alors que la tourelle représentait un gaspillage. De plus, cela requérait des avions multiplaces et donc plus lourds, et posait de nombreux problèmes de coordination entre le tireur et le pilote.

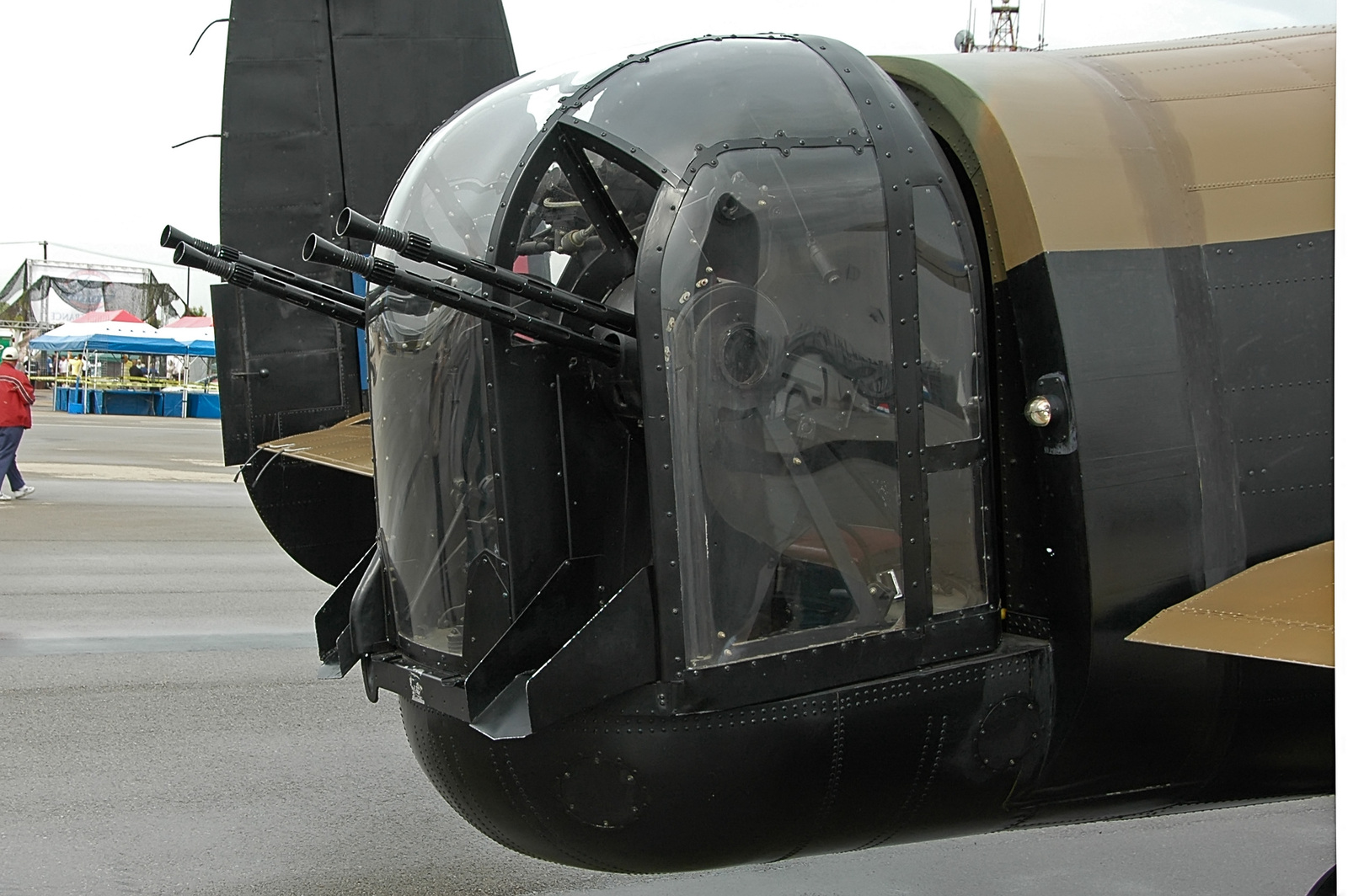
Tourelle arrière quadruple d'un Lancaster avec quatre mitrailleuses Browning 1919.
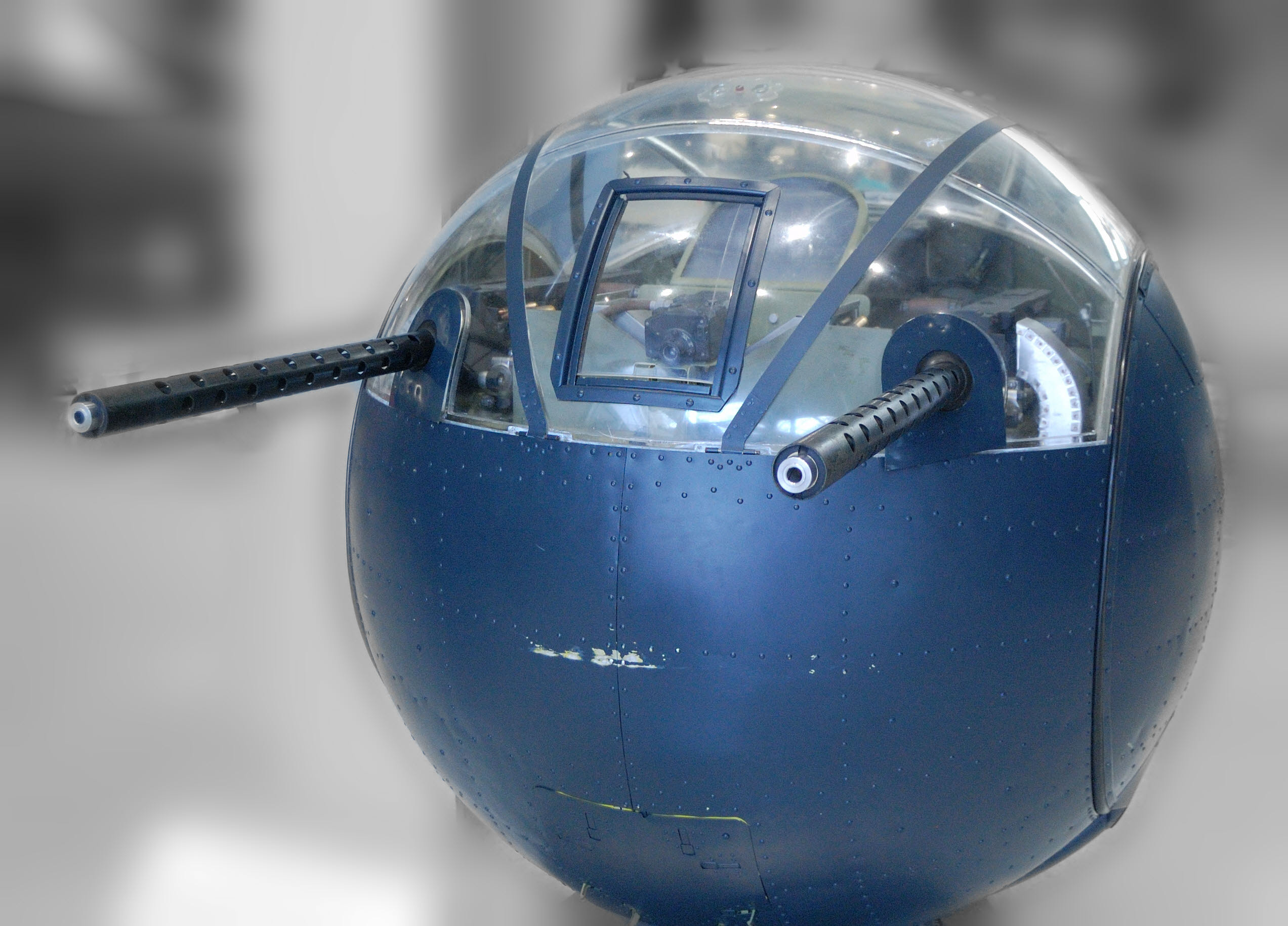
Tourelle d'aéronef de combat de type Erco Ball (National Museum of Naval Aviation, Floride).
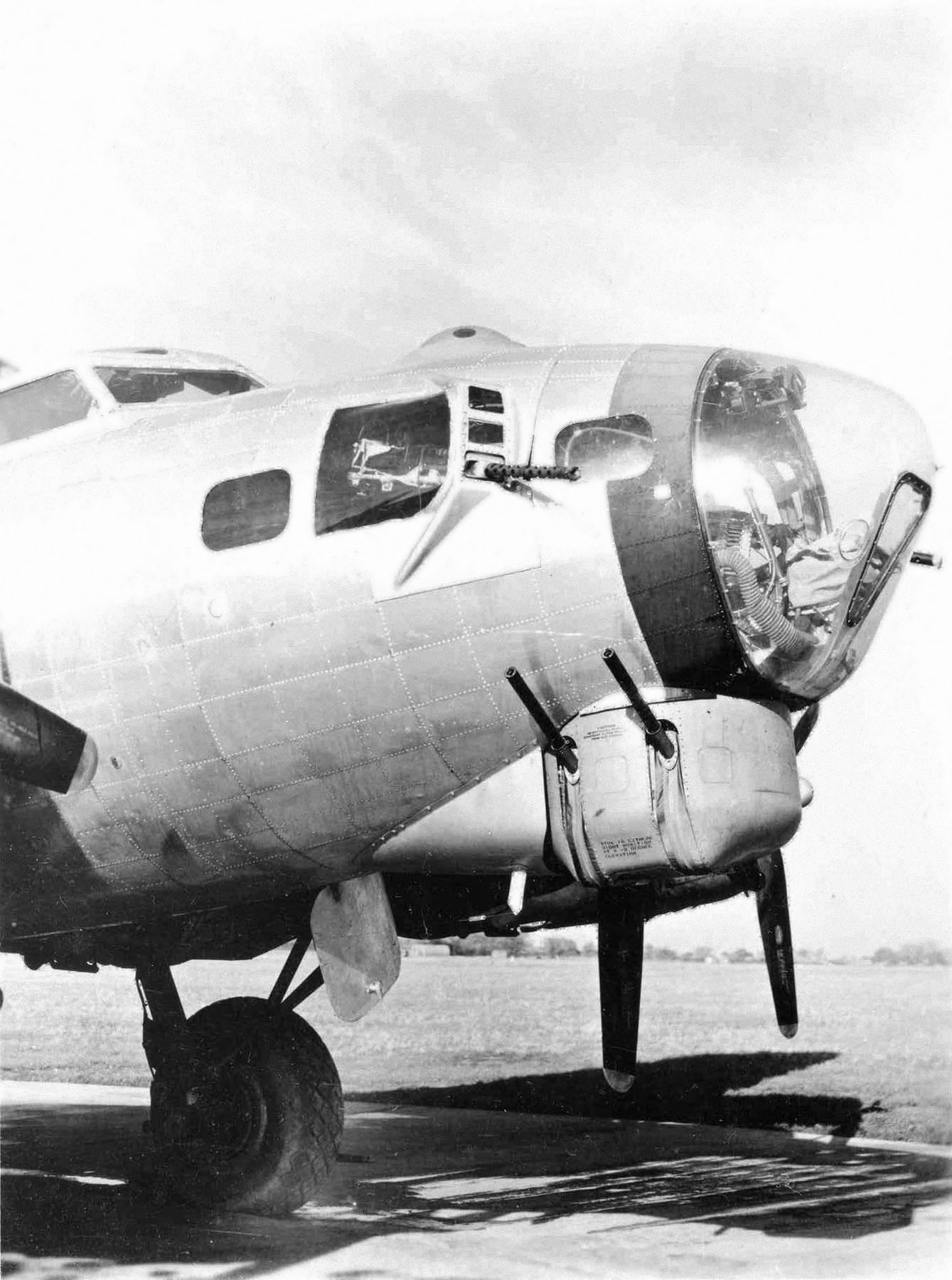
Tourelle d'un Boeing B-17 Flying Fortress, contrôlée à distance par le bombardier.